# Gonzó újságírás
A gonzó újságírás az 1970-es években született, mint az új újságírás egyik fajtája. Feltalálása az amerikai Hunter S. Thompson nevéhez fűződik. A gonzó lényege az erős szubjektivitás, a tények és a fikció vegyítése a szerző által közvetített üzenet hatásának felerősítése érdekében, aminek a pontosság igényét is alárendeli, és így a stílus felülkerekedik a tárgyilagosságon. Thompson nyomán, az írás folyamatában gyakran játszanak közre különféle tudatmódosító szerek.
A gonzó újságírás azt vallja, hogy a tényekhez való makacs ragaszkodás nélkül is lehetséges az igazat írni.
A kifejezés eredetét illetően több feltételezés is létezik. A fogalmat írásban elsőként használó Hunter S. Thompson szerkesztője, Bill Cardoso szerint a gonzo a dél-bostoni ír szlengben használt kifejezés, és arra az emberre mondják, aki egy ivóverseny végén utolsóként marad állva. Ugyanő beszélt arról is, hogy a szó a francia-kanadai eredetű "gonzeaux" szó torzulásából jöhetett létre, ami "fényes ösvényt" jelent, ám ez az állítás vitatott. Más magyarázat szerint a kifejezés eredete James Booker New Orleans-i blues-zongorista egy 1960-as évekbeli, "Gonzo" című számára vezethető vissza, ezt a verziót támasztotta alá maga Thompson is egy 2005-ös visszaemlékezésében, bár nem adott magyarázatot a névválasztás okára. Greg Johnson, Booker életrajzírója szerint egyébként a dal címe a The Pusher című mozifilm egyik szereplője után született, amely film Evan Hunter azonos című, 1956-ban megjelent regénye alapján készült.

## Gonzó újságírók
- Joan Didion
- P. J. O'Rourke
- Gay Talese
- Hunter S. Thompson
- Tom Wolfe

### Magyarországon
- Baglyas Ádám
- Benke Hunor
- Décsy Eszter
- Földes András
- Jászberényi Sándor
- Kiss László (CoVboy)
- Para-Kovács Imre
- Szily László
- Uj Péter
- Tódor János
- Vágvölgyi B. András